# Summer Wine
Summer Wine ist ein von Lee Hazlewood geschriebener Song aus dem Jahr 1966, der als Duett mit  Nancy Sinatra erfolgreich wurde.

## Geschichte
Das Stück wurde 1966 zunächst von Hazlewood und Suzi Jane Hokom veröffentlicht, der große Erfolg blieb aber aus. Bekannt wurde der Titel gegen Ende des gleichen Jahres, als Hazlewood ihn mit der in dieser Zeit sehr erfolgreichen Sängerin Nancy Sinatra erneut aufnahm. Diese zweite Version war ursprünglich nur die B-Seite von Sugar Town, doch als das Lied weltweit populär wurde, wurde es 1968 als eigenständige Single veröffentlicht. Summer Wine war der Auftakt einer Reihe von Duetten von Hazlewood und Sinatra.

## Inhalt
Das englischsprachige Lied beschreibt einen Mann, der mit silbernen Sporen durch eine Stadt geht. Eine Frau bemerkt ihn und lädt ihn zu einer sommerlichen Bowle mit Erdbeeren und Kirschen ein. (Ein „angel’s kiss“ bezeichnet ein alkoholisches Getränk, bei dem man den Alkohol nicht schmeckt). Sie fordert ihn auf, seine silbernen Sporen auszuziehen und Zeit mit ihr zu verbringen. Die Frau schenkt ihm immer wieder Bowle nach, bis seine Augenlider schwer werden und er nicht mehr sprechen kann. Er versucht zwar, noch einmal auf die Füße zu kommen, schafft es jedoch nicht. Als er wieder aufwacht, scheint die Sonne in sein Gesicht. Er hat einen Kater und stellt fest, dass seine Sporen und sein Geld verschwunden sind. Es verlangt ihn dennoch nach mehr von der Bowle.
Die vom Mann und der Frau gesungenen Zeilen sind in der jeweiligen Ich-Form formuliert, wobei der Mann in der Vergangenheitsform Simple Past, die Frau jedoch im Präsens singt. Es wirkt dadurch, als erzähle der Mann die Geschichte aus seiner Erinnerung. Die von der Frau gesungenen Zeilen, die als Refrain immer identisch wiederkehren, wirken darin eingebettet wie ein Zitat.

## Coverversionen (Auswahl)
- 1966: P.J. Proby
- 1966: Eileen (als Vin d’été)
- 1967: Brunetta (als Dove vai?)
- 1969: Marie Laforêt & Gérard Klein (als Le vin d'été)
- 1969: Dalida (als Ci sono fiori)
- 1970: Nana Gualdi & Ralf Paulsen (als Sommerwein)
- 1986: Nancy Boyd & Demis Roussos[2]
- 1987: Ronnie Urini & Venus
- 1993: Anna Hanski & Lee Hazlewood
- 1996: Roland Kaiser & Nancy Sinatra
- 2000: Scooter
- 2000: Gry Bagøien & Frank-Martin Strauß
- 2002: Bono & The Corrs
- 2002: Ultima Thule
- 2007: Claudia Jung & Nik P.
- 2007: Ville Valo & Natalia Avelon (Soundtrack zum deutschen Film Das wilde Leben)
- 2011: Die Rockys (als Sommerwein)
- 2013: Lana Del Rey & Barrie-James O’Neill
- 2014: Cœur de Pirate  (Soundtrack zur fünften Staffel der kanadischen Serie Trauma)
- 2017: The Cambodian Space Project (Kak Channthy) in zwei Versionen mit Paul Kelly bzw. Julien Poulson
- 2019: Xixa
- 2020: Alex Kapranos & Clara Luciani
- 2022: Bina Bianca & Tommy Krappweis

## Chartplatzierungen
| Jahr | Titel Interpreten                         | Höchstplatzierung, Gesamtwochen, AuszeichnungChartplatzierungen (Jahr, Titel, Interpreten, Platzierungen, Wochen, Auszeichnungen, Anmerkungen) | Höchstplatzierung, Gesamtwochen, AuszeichnungChartplatzierungen (Jahr, Titel, Interpreten, Platzierungen, Wochen, Auszeichnungen, Anmerkungen) | Höchstplatzierung, Gesamtwochen, AuszeichnungChartplatzierungen (Jahr, Titel, Interpreten, Platzierungen, Wochen, Auszeichnungen, Anmerkungen) | Höchstplatzierung, Gesamtwochen, AuszeichnungChartplatzierungen (Jahr, Titel, Interpreten, Platzierungen, Wochen, Auszeichnungen, Anmerkungen) | Höchstplatzierung, Gesamtwochen, AuszeichnungChartplatzierungen (Jahr, Titel, Interpreten, Platzierungen, Wochen, Auszeichnungen, Anmerkungen) | Höchstplatzierung, Gesamtwochen, AuszeichnungChartplatzierungen (Jahr, Titel, Interpreten, Platzierungen, Wochen, Auszeichnungen, Anmerkungen) | Anmerkungen                                               |
| Jahr | Titel Interpreten                         | DE | AT | CH | UK | US | FI | Anmerkungen                                               |
| ---- | ----------------------------------------- | --- | --- | --- | --- | --- | --- | --------------------------------------------------------- |
| 1967 | Summer Wine Lee Hazlewood & Nancy Sinatra | — | AT6 (8 Wo.)AT | — | — | US49 (9 Wo.)US | — | Erstveröffentlichung: Oktober 1966                        |
| 2007 | Summer Wine Ville Valo & Natalia Avelon   | DE2 Platin · (45 Wo.)DE | AT4 (33 Wo.)AT | CH2 (37 Wo.)CH | — | — | FI1 (31 Wo.)FI | Erstveröffentlichung: 26. Januar 2007 Verkäufe: + 330.567 |

grau schraffiert: keine Chartdaten aus diesem Jahr verfügbar